# Anthomastus agaricoides
Anthomastus agaricoides is een zachte koraalsoort uit de familie Alcyoniidae. De koraalsoort komt uit het geslacht Anthomastus. Anthomastus agaricoides werd in 1906 voor het eerst wetenschappelijk beschreven door Thomson & Henderson. 